# Венецианско-турски войни
Венецианско-турските войни са осем, и са:
1. Обсада на Солун (1422 – 1430);
2. Венецианско-турска война (1463-1479);
3. Венецианско-турска война (1499-1503);
4. Венецианско-турска война (1537-1540);
5. Венецианско-турска война (1570-1573), известна още като Кипърска война;
6. Венецианско-турска война (1645-1669), известна още като Критска война;
7. Венецианско-турска война (1683-1699), известна още като Морейска война, част от т.нар. Голяма турска война на Свещената лига;
8. Венецианско-турска война (1714-1718)